# Anillo de humo

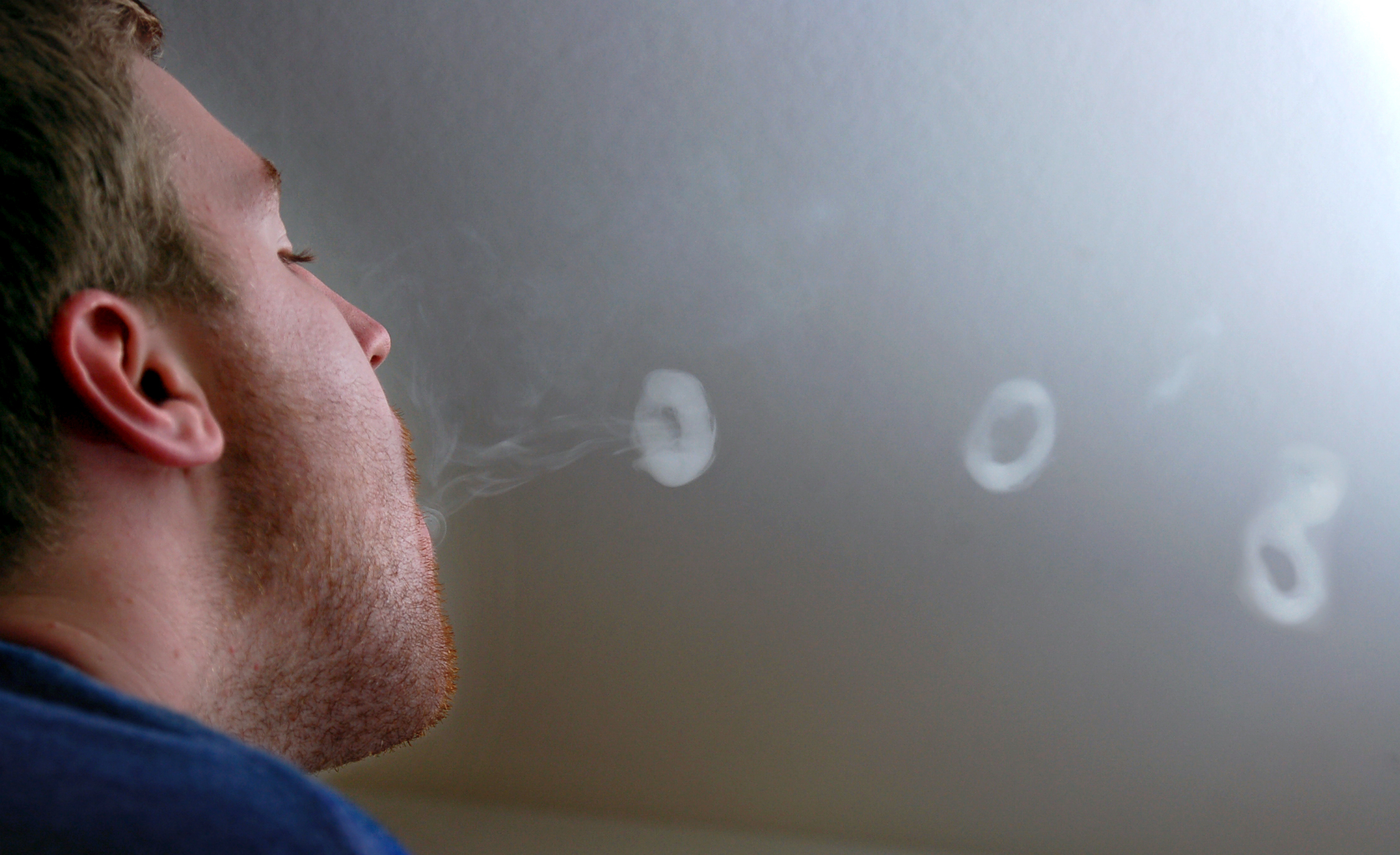
Fumador soplando anillos de humo

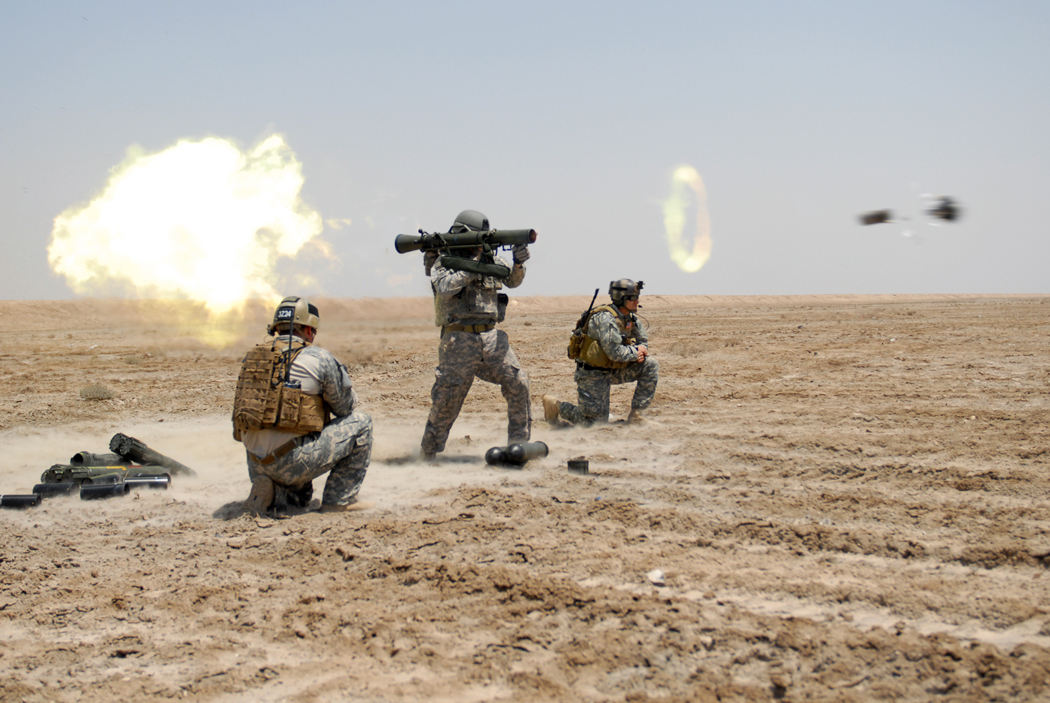
Los anillos de humo también son emitidos por varios tipos de armas

Un anillo de humo es un anillo de vórtice visible, formado por humo en una atmósfera clara. 
Los fumadores pueden formar anillos emitiendo humo por la boca, intencional o accidentalmente. También pueden formarse por estallidos repentinos de fuego (como encender y apagar inmediatamente un encendedor de cigarrillos), sacudiendo una fuente de humo (como una varilla de incienso) hacia arriba y hacia abajo, disparando ciertos tipos de artillería, o por el uso de dispositivos especiales, como los juguetes de anillo de vórtice. La cabeza de una nube de hongo es un gran anillo de humo. 
Un anillo de humo se forma comúnmente cuando una nube de humo se inyecta repentinamente en el aire limpio, especialmente a través de una abertura estrecha. Las partes externas de la bocanada son ralentizadas por el aire quieto (o por los bordes de la abertura) en relación con la parte central, impartiéndole el patrón de flujo poloidal característico. 
El humo hace que el anillo sea visible, pero no afecta significativamente al flujo. El mismo fenómeno ocurre con cualquier fluido, creando anillos de vórtice que son invisibles pero completamente similares a los anillos de humo. 

## Fumar y respirar

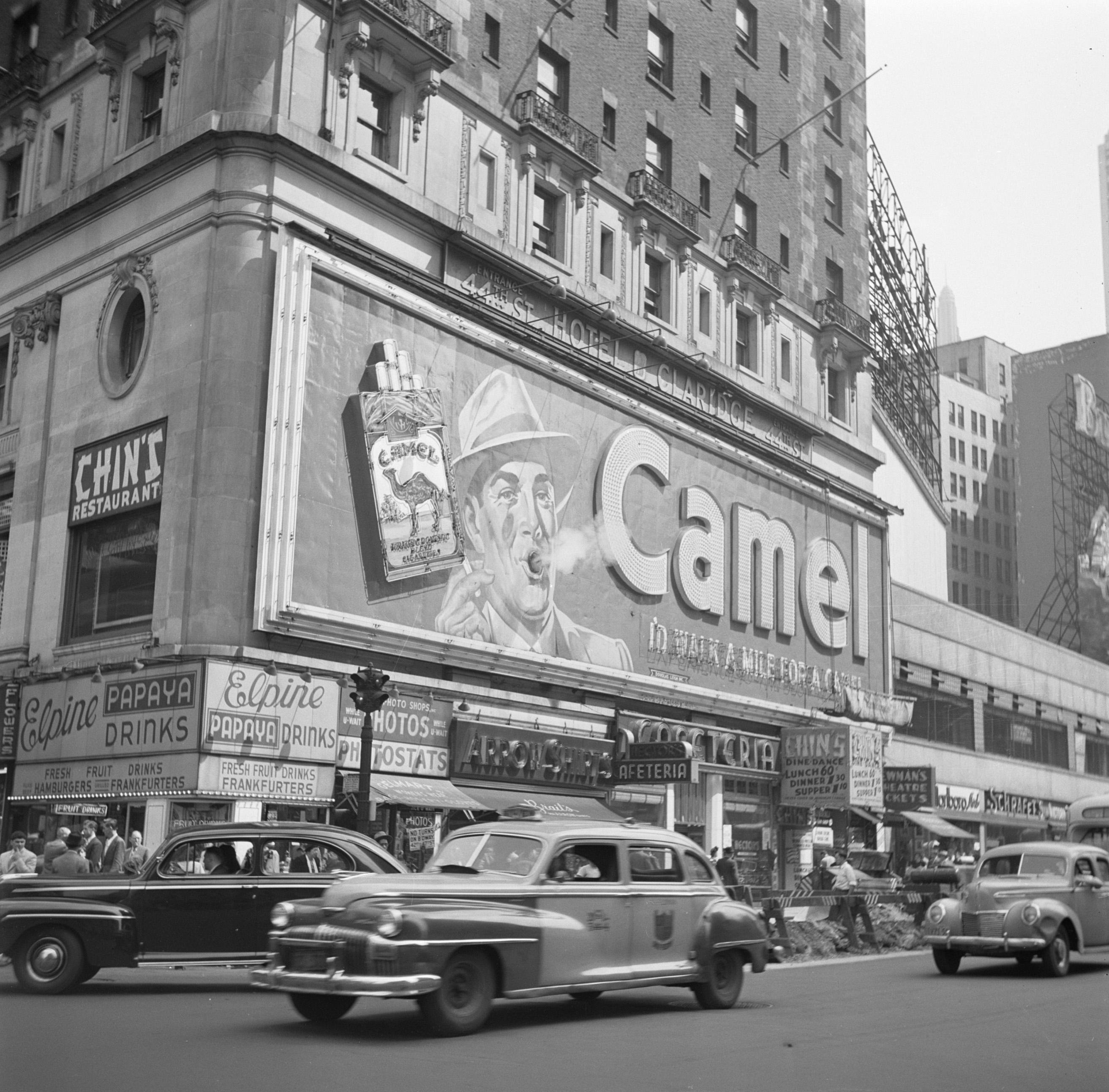
Anuncio de los cigarrillos Camel en Times Square, Nueva York

Un fumador puede crear anillos llevándose humo a la boca y expulsándolo con un movimiento de lengua, cerrando la mandíbula, golpeando la mejilla o produciendo una repentina explosión de aire con los pulmones y la garganta. El fumador también puede usar cualquiera de esos métodos para soplar una nube de humo fuera de su boca. 
Un truco que a menudo se realiza junto con anillos de humo soplados por la boca es la inhalación francesa. 
También es posible crear un anillo de vapor utilizando las mismas técnicas en un día frío con tan solo la respiración. 
Unos de los anillos de vapor más famosos fueron los producidos a mediados del siglo XX para el cartel publicitario que anunciaba los cigarrillos Camel. Ideado por Douglas Leigh, estaba psituado en el Hotel Claridge de Times Square, Nueva York. Un generador de vapor automático colocado detrás del cartel publicitario producía bocanadas de vapor cada cuatro segundos, dando la apariencia de anillos de humo que salían de la boca abierta del fumador y se alejaban. Inspirado por una prohibición establecida durante la Segunda Guerra Mundial sobre la publicidad iluminada, el fumador de Camel siguió siendo un hito en Times Square durante mucho tiempo después.
Algunos usuarios de cigarrillos electrónicos modifican sus dispositivos para inhalar grandes cantidades de vapor a la vez y poder exhalar "nubes" en patrones como anillos de humo.

## Volcanes

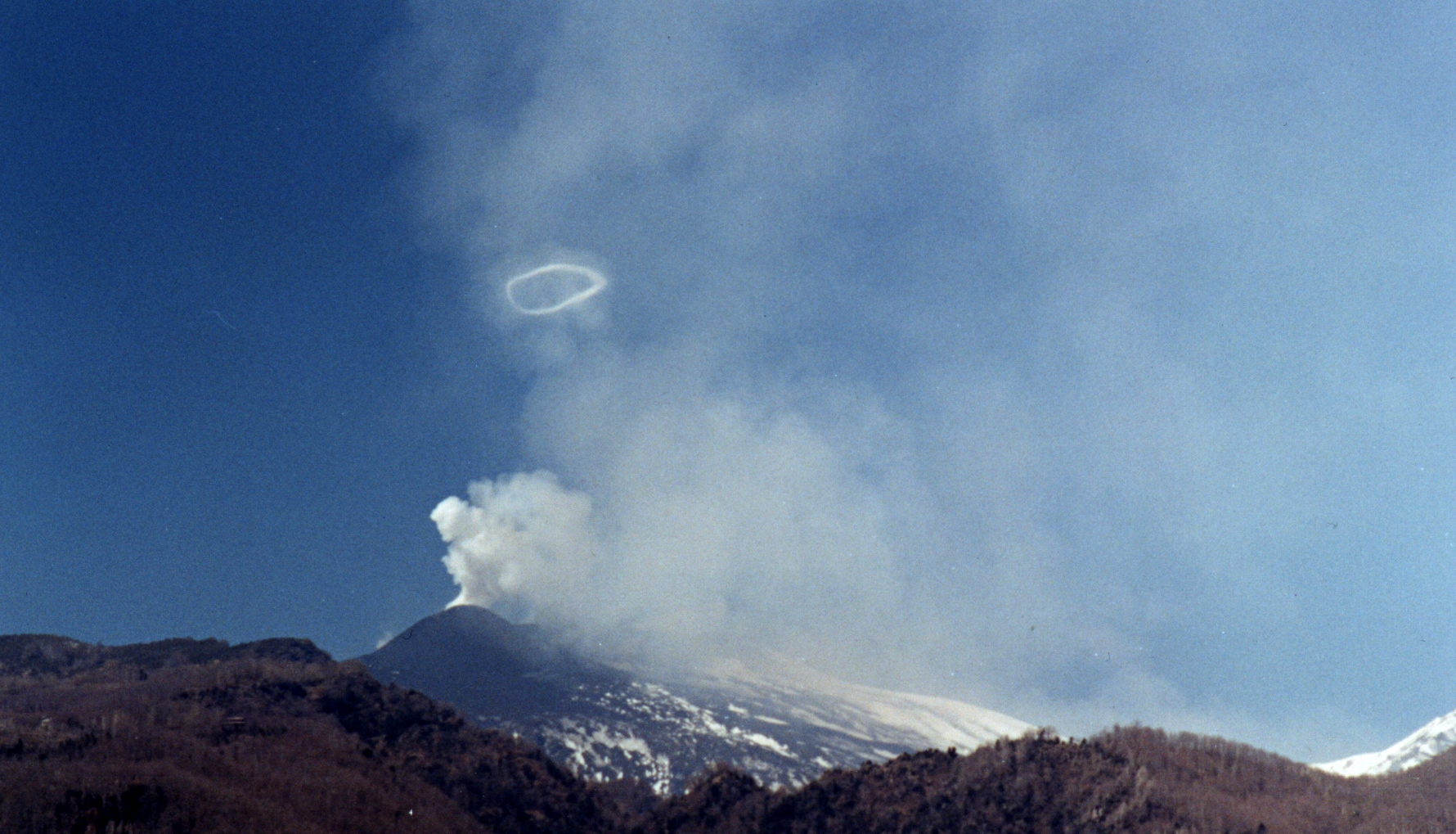
Anillo de humo formado por el volcán Etna

Bajo condiciones particulares, algunos respiraderos volcánicos pueden producir grandes anillos de humo visibles. Aunque es un fenómeno raro, se han observado varios volcanes que emiten enormes anillos de vórtice de vapor y gas: 
- Monte Etna,[4][5]  Italia (Sicilia)
- Stromboli,[6] Italia (Islas Eolias)
- Eyjafjallajökull,[7] Islandia
- Hekla,[8] Islandia
- Tungurahua,[9] Ecuador
- Pacaya,[10] Guatemala
- Monte Redoubt,[11] Estados Unidos (Alaska)
- Monte Aso,[12] Japón (Kyushu)
- Whakaari (Isla Blanca),[13] Nueva Zelanda
- Gunung Slamet,[14] Indonesia (Java Central)
- Momotombo,[15] Nicaragua (León)